# Anthonij Guépin
Anthonij Johannes Guépin (Den Helder, 2 de mayo de 1897-Sint-Truiden, Bélgica, 16 de agosto de 1964) fue un deportista neerlandés que compitió en vela en la clase 6 Metre. Participó en los Juegos Olímpicos de París 1924, obteniendo una medalla de bronce en la clase 6 Metre.

## Palmarés internacional
| Juegos Olímpicos | Juegos Olímpicos | Juegos Olímpicos  | Juegos Olímpicos |
| Año              | Lugar            | Medalla           | Clase            |
| ---------------- | ---------------- | ----------------- | ---------------- |
| 1924             | París (Francia)  | Medalla de bronce | 6 Metre          |